# Francisco Román Cenarro
Francisco Román Cenarro   (Barcelona, 4 d'octubre de 1902 - Barcelona, 10 d'octubre de 1969) fou dirigent esportiu català.
Va ser president del RCD Espanyol entre 1942 i 1947.
Va substituir Genaro de la Riva. Es va enfrontar amb la família De La Riva, que era propietària de l'estadi de Sarrià, fet que no es resolgué fins mesos més tard, quan el camp passà a formar part del patrimoni del club. Creà la secció d'hoquei patins del RCD Espanyol el 1942. L'any 1947 s'enfrontà amb la federació espanyola per la designació de La Coruña com a seu de la final contra el Reial Madrid. Aquest fet va provocar que Paco Román fos cessat com a president del club per part de la Federació.
Més tard fou president de la Federació Catalana de Futbol (1957-1961) i representant del representant del Comité de la Copa de Fires a Espanya.